# 托伊弗尔施泰特山

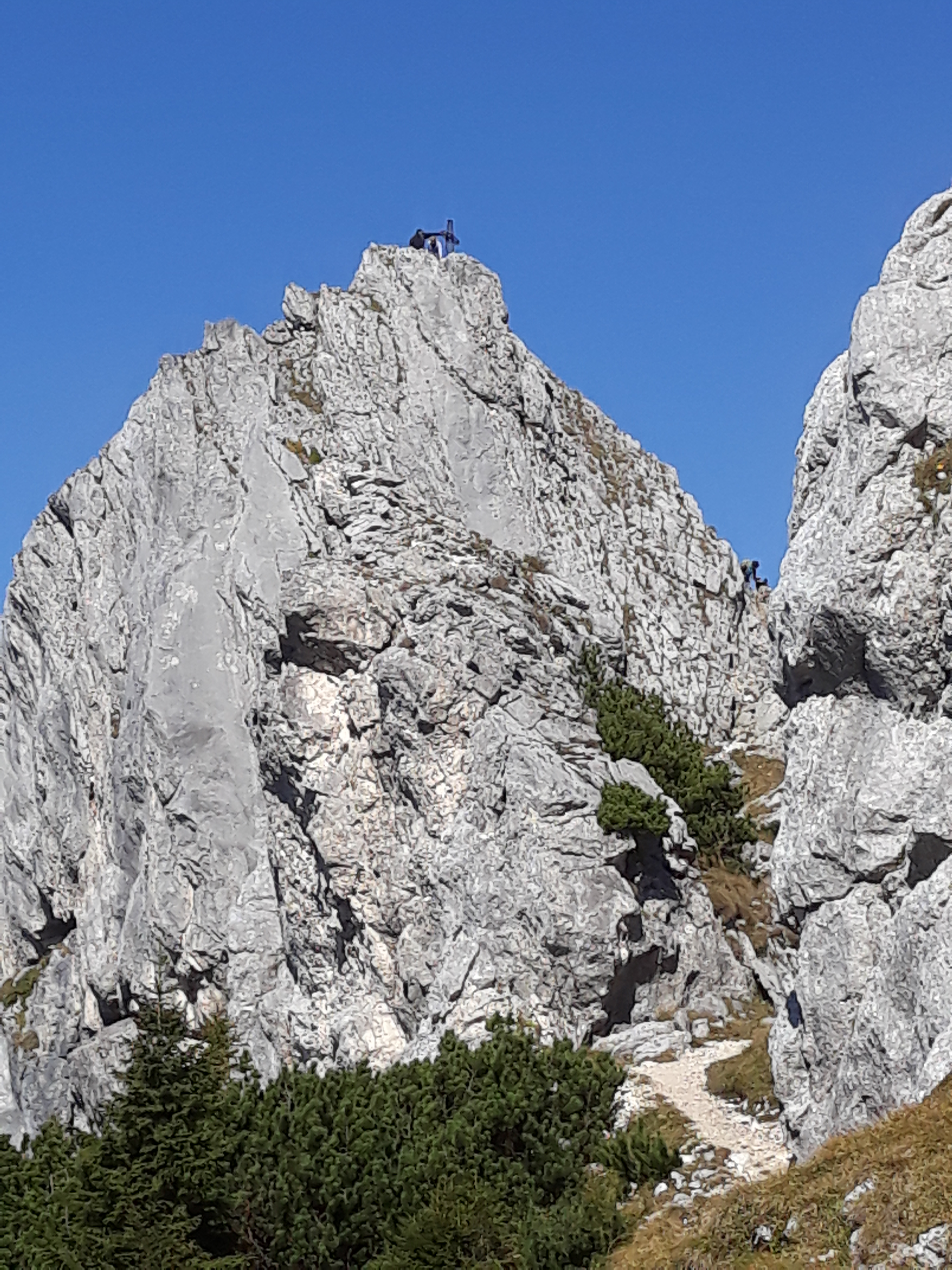

47°35′18″N 10°59′16″E / 47.58833°N 10.98778°E
托伊弗尔施泰特山（德語：Teufelstättkopf），是德國的山峰，位於該國東南部，由巴伐利亞負責管轄，屬於阿爾高阿爾卑斯山脈的一部分，海拔高度1,758米，每年平均降雨量1,715毫米。